# Ray Solomonoff
Ray Solomonoff  (25 de julio de 1926-7 de diciembre de 2009) fue el fundador de la rama de la inteligencia artificial, basada en el aprendizaje automático, la predicción y la probabilidad. Hizo circular el primer informe sobre la máquina no semántica de aprendizaje el 1956.
Fue el inventor de la probabilidad algorítmica, publicó el teorema fundamental que puso en marcha la complejidad de Kolmogórov y la Teoría de la Información. Describió por primera vez estos resultados en una conferencia en Caltech en 1960, y en un informe febrero de 1960 "Un Informe Preliminar sobre un Teoría General de la inferencia inductiva". Aclaró estas ideas con más detalle en sus publicaciones de 1964 "una teoría formal de la inferencia inductiva" parte I y Parte II.
Aunque es más conocido por la probabilidad algorítmica y su teoría general de la inferencia inductiva, hizo muchos descubrimientos importantes durante toda su vida, la mayoría de ellos dirigidos hacia su meta en la inteligencia artificial: desarrollar una máquina que pudiera resolver los problemas difíciles utilizando métodos probabilísticos.

## Vida, hasta 1964
Ray Solomonoff nació el 25 de julio de 1926, en Cleveland, Ohio, hijo de los inmigrantes rusos Phillip Julius y Sarah Mashman Solomonoff. Asistió a la Escuela Secundaria en Glenville, graduándose en 1944. En 1944 se unió a la Marina como instructor en Electrónica. Desde 1947-1951 estudió en la Universidad de Chicago, estudiando con profesores como Carnap y Fermi, y se graduó con una maestría de Física en 1951.
Desde sus primeros años estuvo motivado por la pura alegría de los descubrimientos matemáticos y por el deseo de explorar, donde nadie había ido antes. A la edad de 16 años, en 1942, comenzó a buscar un método general para resolver problemas matemáticos.
En 1952 conoció Marvin Minsky, John McCarthy y otros interesados en la inteligencia artificial. En 1956, Minsky y McCarthy y otros organizaron el Grupo de estudio de verano de Dartmouth, donde Ray fue uno de los primeros 10 participantes --- el único que permaneció todo el verano. Fue en este grupo donde la Inteligencia Artificial fue definida por primera vez como una ciencia. en ese momento Ordenadores podían resolver problemas matemáticos muy específicos, pero no mucho más. Ray quería encontrar solución a otro tema, cómo hacer que las máquinas fueran más genéricamente inteligentes, y que los ordenadores pudieran utilizar el cálculo de probabilidades para este fin.